# Fuhanken Sanchisei

Las provincias anteriores de Japón en 1867, antes de las reformas.

El Fuhanken Sanchisei (府藩県三治制, "Sistema de Gobierno Tripartito Fu, Han y Ken") fue una reorganización administrativa emprendida por el Gobierno Meiji en 1868, durante la caída del shogunato Tokugawa y la guerra Boshin. Durante un período de cuatro años, las antiguas provincias de Japón se recategorizaron en tres jurisdicciones diferentes: prefecturas urbanas (府, fu), dominios daimyō (藩, han) y prefecturas rurales (県, ken). Esto, junto con otras reformas durante la abolición del sistema han en 1871, llevó a la formación de 45 de las 47 prefecturas modernas de Japón.
De las prefecturas actuales existentes en Japón, varias de ellas se establecieron aproximadamente en sus formas actuales durante esta era: prefectura de Nagasaki, prefectura de Osaka, prefectura de Nara, prefectura de Shiga (como Ōtsu-ken) y prefectura de Niigata continental (sin la adición de la Isla Sado en 1876).

## Antecedentes
Al final del período Asuka, el sistema Kokugunri (国郡里制, Kokugunri-sei) y el Código Taihō se promulgaron en el 701 y el 702. Estas leyes dividieron las regiones de Japón en diferentes áreas, utilizando la terminología de la dinastía Tang debido a las influencias confucianas en Japón. Esto condujo a la creación de Provincias (国, kuni), que se dividieron en Distritos (郡, arma, kōri). Aparte del área que rodea la capital Nara (Kinai), Japón se organizó en grandes regiones llamadas circuitos (道, dō).
Durante el shogunato Tokugawa, las tierras fueron controladas por clanes individuales dirigidos por un daimyo, llamado han. Cada han era un estado separado con sus propias leyes. En 1866, el dominio de Satsuma y el dominio de Chōshū formaron la Alianza Satchō para derrocar al shogunato Tokugawa y fortalecer los poderes del Emperador. Esto fue exitoso, lo que condujo al comienzo de la guerra Boshin y la restauración Meiji. La capital de Tokugawa, Edo, cayó en mayo de 1868, lo que llevó al gobierno Meiji a hacerse cargo del país.

## Historia
En junio de 1868, se proclamó una constitución provisional llamada Seitaisho (政体 書), redactada por Fukuoka Takachika y Soejima Taneomi, que estableció el gobierno central en Japón bajo el gobierno Meiji. El acto disolvió los juzgados de la era Tokugawa, creando gobernadores de prefecturas controlados por el gobierno llamados chifuji (知府事) y chikenji (知県事). Todas las demás áreas aún bajo el poder de un daimyo, los han, quedaron sin cambios de estructura y con un sistema de justicia independiente.
El 14 de junio de 1868, Hakodate-fu y Kyoto-fu se establecieron como las dos primeras prefecturas bajo los nuevos cambios. En ese momento, las fuerzas del ejército del gobierno imperial estaban luchando contra la República de Ezo en la batalla de Hakodate, y a pesar de la proclamación, la ciudad de Hakodate aún no había caído. A finales de junio, se habían creado 11 prefecturas, incluido Edo-fu.
En julio y agosto de 1869, durante la abolición del sistema han, el gobierno emitió un hanseki hokan (版籍奉還) al resto de los Han, pidiéndoles que devolvieran voluntariamente sus dominios, y luego fueron ordenados por la Corte, bajo amenaza de acción militar. Los daimyo que aceptaron esto fueron designados como chihanji (知藩事, "gobernadores de dominio"), que tenían que seguir las leyes e instrucciones del gobierno central.
Muchos territorios que se convirtieron en las primeras prefecturas fueron territorios confiscados de dominios en la Guerra Boshin, especialmente dominios que forman parte de la alianza Ōuetsu Reppan Dōmei.
Las áreas en Kantō no recibieron inicialmente el nombre y el sufijo de la prefectura, a pesar de que habían designado funcionarios para las áreas.

### Establecimiento de las prefecturas urbanas
Artículo principal: Fu (división administrativa)
Al crear inicialmente sufijos de prefectura, el Seitaisho proclamó todas las áreas con un jōdai (encargado del castillo), a saber, Osaka, Sunpu y Kioto, el shoshidai o un bugyō recibieron el sufijo de prefectura fu, mientras que cualquier otra área se designó como ken. Las primeras dos prefecturas urbanas (府, fu) se crearon el 14 de junio de 1868: Kyoto-fu y Hakodate-fu. A finales de 1868, se habían establecido diez fu: Kioto, Hakodate, Osaka, Nagasaki, Edo (más tarde Tokio), Kanagawa, Watarai, Nara, Echigo (más tarde Niigata) y Kōfu. Debido a que algunas prefecturas ganaron tierras no urbanas o se fusionaron en otros territorios, en 1869 quedaron tres: Kyoto-fu, Osaka-fu y Tokyo-fu. Esto permaneció igual hasta 1943, cuando Tokyo-fu y Tokyo-shi se fusionaron para formar Tokyo-to.

## Nombramiento y jurisdicción
Era la convención nombrar a las prefecturas y a Han después de la ubicación de sus oficinas de prefecturas. Sin embargo, esto a veces condujo a nombres confusos, con oficinas ubicadas de manera no centralizada o en enclave. Por ejemplo, Nirayama-ken lleva el nombre de Nirayama en la península de Izu, pero administró partes de Shizuoka, Yamanashi, Tokio, Kanagawa y Saitama. Muchas prefecturas se fusionaron para la eficiencia de la administración, pero en octubre y noviembre de 1871, durante la abolición de los han, la mayoría de ellas se reorganizaron en una forma completamente diferente.

## Prefecturas establecidas
Todas las prefecturas enumeradas a continuación se establecieron antes de la abolición del sistema han. El desmantelamiento solo se enumera si antes del 29 de agosto de 1871, entró en vigencia la abolición.

### HokkaidoyTōhoku
| Región                  | Establecimiento          | Desmantelamiento                                              | Notas |
| ----------------------- | ------------------------ | ------------------------------------------------------------- | --- |
| Hakodate-fu             | 14 de junio de 1868      | 15 de agosto de 1869                                          | Ampliado en Hakodate-ken el 8 de febrero de 1882, se convirtió en parte de Hokkaido el 26 de enero de 1886.                                                                              |
| Wakamatsu-ken (若松県?) | 13 de junio de 1869      |                                                               | |
| Mono'u-ken (桃生県?)    | 27 de agosto de 1869     | 22 de octubre de 1870                                         | Renombrado Ishinomaki-ken (石 巻 県?) El 18 de septiembre de 1869. Absorbido en Fukushima.                                                                                               |
| Fukushima-ken           | 27 de agosto de 1869     |                                                               | |
| Sakata-ken              | 2 de septiembre de 1869  | 17 de octubre de 1870                                         | Absorbido en Yamagata. |
| Kunohe-ken (九戸県?)    | 12 de septiembre de 1869 | 30 de diciembre de 1870                                       | Cambió el nombre de Hachinohe-ken (八 戸 県?) Del 17 de octubre al 23 de octubre de 1869, hasta que el área fue redibujada y amalgamada en Sannohe-ken (三 戸 県?). Absorbido en Esashi. |
| Tome-ken (登米県?)      | 12 de septiembre de 1869 |                                                               | |
| Esashi-ken (江刺県?)    | 12 de septiembre de 1869 |                                                               | |
| Shiroishi-ken (白石県?) | 12 de septiembre de 1869 | Kakuda amalgamado el 23 de diciembre de 1869.                 | |
| Shirakawa-ken (白河県?) | 12 de septiembre de 1869 |                                                               | |
| Isawa-ken (胆沢県?)     | 17 de septiembre de 1869 |                                                               | |
| Morioka-ken (盛岡県?)   | 10 de julio de 1870      | Establecido después de la desaparición del dominio de Morioka | |

Después de que los daimyo de los dominios del norte fueron despojados de su estatus social en la Guerra Boshin, se crearon las siguientes Prefecturas. Estos fueron principalmente solo de nombre y no funcionaron como entidades apropiadas.
| Región                 | Establecimiento      | Desmantelamiento         | Notas |
| ---------------------- | -------------------- | ------------------------ | --- |
| Hanamaki-ken (花巻県?) | 19 de enero de 1869  | 23 de septiembre de 1869 | Área de los antiguos dominios Morioka y Sendai administrados por el dominio Matsumoto. Absorbido en Esashi.                                  |
| Morioka-ken            | 19 de enero de 1869  | 12 de septiembre de 1869 | Antigua área del Dominio Morioka administrada por el Dominio Matsushiro. Absorbido en Esashi. (diferente de Morioka-ken establecido en 1870) |
| Wakuya-ken (涌谷県?)   | 19 de enero de 1869  | 12 de septiembre de 1869 | Antigua área del Dominio Morioka administrada por el Dominio Tsuchiura. Absorbido en Tomé.                                                   |
| Koori-ken (桑折県?)    | 19 de enero de 1869  | 27 de agosto de 1869     | Antigua área que forma parte de siete dominios diferentes, administrada por Sōma Domain.                                                     |
| Kurihara-ken (栗原県?) | 4 de febrero de 1869 | 12 de septiembre de 1869 | Antiguo dominio Sendai administrado por el dominio Utsunomiya. Absorbido en Isawa.                                                           |
| Hokuō-ken (北奥県?)    | 20 de marzo de 1869  | 12 de septiembre de 1869 | Antiguo Dominio Morioka administrado por el Dominio Kurohane. Absorbido en Kunohe.                                                           |
| Isawa-ken (伊沢県?)    | 11 de abril de 1869  | 23 de septiembre de 1869 | Ex Dominios Morioka, Sendai e Ichinoseki administrados por el Dominio Maebashi. Absorbido en Isawa (胆 沢).                                  |

### Región de Kantō
| Región                                 | Establecimiento          | Desmantelamiento | Notas                                                          |
| -------------------------------------- | ------------------------ | --- | -------------------------------------------------------------- |
| Edo-fu (江戸府?)                       | 30 de junio de 1868      | | El 3 de septiembre de 1868 pasó a llamarse Tōkyō-fu (東京 府?) |
| Kanagawa-fu (神奈川府?)                | 5 de agosto de 1868      | El 5 de noviembre de 1868 renombró a su nombre actual Kanagawa-ken (神奈川県?)                                        |                                                                |
| Iwahana-ken (岩鼻県?)                  | 5 de agosto de 1868      | |                                                                |
| Musashi Chikenji (武蔵知県事?)         | 7 de agosto de 1868      | Renombrada Ōmiya-ken (大 宮 県?) el 10 de marzo de 1869. Dividida en Urawa-ken (浦 和 県?) el 2 de noviembre de 1869. |                                                                |
| Musashi Chikenji (武蔵知県事?)         | 17 de agosto de 1868     | Dividida en Shinagawa-ken (品 川 県?) el 21 de marzo de 1869.                                                         |                                                                |
| Musashi Chikenji (武蔵知県事?)         | 27 de agosto de 1868     | Dividida en Kosuge-ken (小 菅 県?) el 23 de febrero de 1869.                                                          |                                                                |
| Hitachi Chikenji (常陸知県事?)         | 15 de agosto de 1868     | Renombrada Wakamori-ken (若 森 県?) el 21 de marzo de 1869.                                                           |                                                                |
| Kazusa Awa Chikenshi (安房上総知県事?) | 19 de agosto de 1868     | Renombrada Miyazaku-ken (宮 谷 県?) el 21 de marzo de 1869.                                                           |                                                                |
| Shimōsa Chikenji (下総知県事?)         | 23 de septiembre de 1868 | El 23 de febrero de 1868 cambió el nombre de Katsushika-ken (葛 飾 県?)                                               |                                                                |
| Mooka Chikenji (真岡知県事?)           | 12 de julio de 1868      | Amalgamada en Nikkō-ken (日光 県?) el 27 de marzo de 1869.                                                            |                                                                |

### Región de Chūbu
| Región                            | Establecimiento          | Desmantelamiento | Notas |
| --------------------------------- | ------------------------ | --- | --- |
| Kasamatsu-ken (笠松県?)           | 15 de junio de 1868      | | Parte sur de Gifu |
| Hida-ken (飛騨県?)                | 12 de julio de 1868      | Renombrada Takayama-ken (高山 県?) El 21 de julio de 1868                                                                      | |
| Echigo-fu (越後府?) (first)       | 18 de julio de 1868      | 3 de septiembre de 1869 | Renombrada Niigata-fu el 5 de noviembre de 1868. Renombrada Niigata-ken (primero) el 3 de abril de 1869. |
| Mikawa-ken (三河県?)              | 28 de julio de 1868      | 1 de agosto de 1869 | Absorbida por Ina en 1869. |
| Nirayama-ken (韮山県?)            | 17 de agosto de 1868     | | |
| Kashiwayama-ken (柏崎県?) (first) | 13 de septiembre de 1868 | 18 de diciembre de 1869 | Separada de Echigo-fu, luego agregada a Niigata-fu. |
| Ina-ken (伊那県?)                 | 17 de septiembre de 1868 | | Renombrada Nagano en 1870. |
| Sado-ken (佐渡県?)                | 17 de octubre de 1868    | | Incorporada a Niigata-fu el 18 de diciembre de 1868. Durante la división de Echigo-fu el 30 de agosto de 1869, se convirtió nuevamente en prefectura. Renombrada Aikawa-ken (相川県?) En 1871, se fusionó con la Prefectura de Niigata en 1876. |
| Fuchū-ken (府中県?)               | 19 de octubre de 1868    | 11 de diciembre de 1869 | Fusionada con Kai-fu |
| Ichikawa-ken (市川県?)            | 19 de octubre de 1868    | 11 de diciembre de 1869 | Fusionada con Kai-fu |
| Isawa-ken (石和県?)               | 19 de octubre de 1868    | 11 de diciembre de 1869 | Fusionada con Kai-fu |
| Kai-fu (甲斐府?)                  | 11 de diciembre de 1868  | | Renombrada Kai-ken el 27 de agosto de 1868. Renombrada como Prefectura de Yamanashi en 1871. |
| Echigo-fu (second)                | 20 de marzo de 1869      | 3 de septiembre de1869 | Restablecida después de la división de Niigata-fu. |
| Suibara-ken (水原県?)             | 3 de septiembre de 1869  | | Establecida después de unirse a Echigo-fu y Niigata-ken. Fusionada y renombrada como Prefectura de Niigata (segunda) el 7 de abril de 1870. |
| Kashiwayama-ken (second)          | 30 de septiembre de 1869 | Restablecida después de separarse de Suibara-ken.                                                                              | |
| Nakano-ken (中野県?)              | 11 de octubre de 1870    | Establecida después de separarse de Ina. Fronteras redibujadas y renombradas como Prefectura de Nagano el 8 de agosto de 1871. | |
| Hombo-ken (本保県?)               | 11 de febrero de 1871    | | |

### Región de Kansai
| Región                   | Establecimiento          | Desmantelamiento                                                                                          | Notas |
| ------------------------ | ------------------------ | --- | --- |
| Kyoto-fu                 | 14 de junio de 1868      | | |
| Ōtsu-ken (大津県?)       | 15 de junio de 1868      | Renombrada como Shiga en 1872.                                                                            | |
| Osaka-fu                 | 21 de junio de 1868      | | |
| Kumihama-ken (久美浜県?) | 28 de junio de 1868      | Las áreas se dividieron en Ikuno-ken en 1969, se fusionaron con Toyooka-ken en 1871.                      | |
| Nara-ken                 | 8 de julio de 1868       | Renombrado Nara-fu el 15 de septiembre de 1868. El 24 de agosto de 1869, el nombre volvió a ser Nara-ken. | |
| Hyōgo-ken                | 12 de julio de 1868      | | |
| Sakai-ken (堺県?)        | 10 de agosto de 1868     | Se fusionó con Osaka-fu en 1881.                                                                          | |
| Watarai-fu (度会府?)     | 23 de agosto de 1868     | El 24 de agosto de 1869 pasó a llamarse Watari-ken.                                                       | |
| Settsu-ken (摂津県?)     | 2 de marzo de 1869       | 7 de septiembre de 1869                                                                                   | Renombrado Toyosaki-ken (豊崎県?) el 19 de junio de 1869. Se fusionó con Hyōgo-ken en 1869, luego se fusionó con Osaka-fu en 1871. |
| Kawachi-ken (河内県?)    | 2 de marzo de 1869       | 7 de septiembre de 1869                                                                                   | Se fusionó con Sakai-ken. |
| Ikuno-ken (生野県?)      | 15 de septiembre de 1869 | | |
| Gojō-ken (五條県?)       | 28 de marzo de 1870      | | |

### Región de Chūgoku,Shikoku
| Región                  | Establecimiento     | Desmantelamiento | Notas                                                                           |
| ----------------------- | ------------------- | --- | ------------------------------------------------------------------------------- |
| Kurashiki-ken (倉敷県?) | 15 de julio de 1868 | | Se divide en Fukatsu-ken, Hiroshima-ken y Tsuyama-ken (actualmente Kagawa-ken). |
| Oki-ken (隠岐県?)       | 6 de abril de 1869  | Territorio reorganizado en Ōmori-ken (大森県?) el 7 de septiembre de 1869. Reorganizado nuevamente en Hamada-ken (浜田県?) el 9 de febrero de 1870. |                                                                                 |

### Kyūshū
| Región                 | Establecimiento     | Desmantelamiento      | Notas                                                                                    |
| ---------------------- | ------------------- | --------------------- | ---------------------------------------------------------------------------------------- |
| Tomioka-ken (富岡県?)  | 15 de junio de 1868 | 14 de octubre de 1868 | Renombrada como Amakusa-ken (天草県?) el 29 de julio de 1868. Absorbida por Nagasaki-fu. |
| Hita-ken (日田県?)     | 15 de junio de 1868 |                       |                                                                                          |
| Tomidaka-ken (富高県?) | 15 de junio de 1868 | 2 de octubre de 1868  | Absorbida por Hita-ken.                                                                  |
| Nagasaki-fu            | 23 de junio de 1868 |                       | Renombrada como Nagasaki-ken el 28 de julio de 1869.                                     |